# Ubaque
Ubaque – miasto w Kolumbii, w departamencie Cundinamarca.